# دحين (مذيخرة)

دحين محلة تابعة لقرية القبول، التابعة لعزله ايفوع اسفل بمديرية مذيخرة إحدى ريات محافظة تعز في الجمهورية اليمنية، بلغ تعداد سكانها 45 حسب تعداد اليمن لعام 2004.